# Franciszek Bielak
Franciszek Piotr Bielak, ps. „Piotr Wokulski” (ur. 7 października 1892 w Krakowie, zm. 17 stycznia 1973 tamże) – polski historyk literatury.

## Życiorys
Urodził się 7 października 1892 w Krakowie. Był synem Piotra (ur. 1836, zm. w kwietniu 1904, urzędnik, kupiec) oraz Anny z domu Jukier. Miał brata Antoniego (1872–1931), profesora gimnazjalnego, siostrę Walerię (ur. ok. 1885).
Uczęszczał do C. K. Gimnazjum Męskiego im. Królowej Zofii w Sanoku do 1907, kończąc V klasę (do tego czasu zamieszkiwał w tamtejszej bursie gimnazjalnej, a profesorem w gimnazjum i zarazem jego opiekunem pozostawał jego brat Antoni), a od 1907 do C. K. Gimnazjum św. Anny w Krakowie, gdzie zdał egzamin dojrzałości w 1910. Studiował historię literatury i językoznawstwo na Uniwersytecie Jagiellońskim w latach 1910–1914, w 1926 przebywał na studiach uzupełniających w Paryżu. W 1919 uzyskał stopień doktora filozofii na UJ na podstawie pracy Wpływ Mickiewicza na Kondratowicza i Romanowskiego, przygotowanej pod opieką Ignacego Chrzanowskiego. Pracował jako nauczyciel języka polskiego w wielu gimnazjach krakowskich – macierzystym św. Anny (1915–1916, 1918–1919, 1933–1950), M. Ramułtowej (1916–1917), św. Jacka (1917–1918, 1920–1925), im. Tadeusza Kościuszki (1919–1920), im. A. Witkowskiego (1925–1933), im. Adama Mickiewicza (1950–1952), im. Jana III Sobieskiego (1952–1954). W latach 1933–1948 był kierownikiem Ogniska Metodycznego Nauki Języka i Literatury Polskiej w Okręgu Szkolnym Krakowskim. W okresie międzywojennym współpracownik tygodnika katolickiego „Głos Narodu” (red. ks. Jan Piwowarczyk). Od 1927 pozostawał związany z Uniwersytetem Jagiellońskim; od 1927 do 1952 wykładał metodykę nauczania języka polskiego w Studium Pedagogicznym UJ, brał udział w tajnym nauczaniu uniwersyteckim w okresie okupacji,więzień obozu pracy w Nowym Wiśniczu 1940–41. Od 1959 pracował  jako docent w Katedrze Historii Literatury Polskiej – prowadził wykłady z dziejów literatury polskiej XIX wieku oraz metodyki nauczania literatury. Był także wykładowcą w Wyższej Szkole Pedagogicznej w Krakowie od 1945 do 1950 oraz docentem w Katedrze Literatury Polskiej WSP od 1959 do 1961. Odszedł na emeryturę z uniwersytetu w 1963.
Przed wyborami do Rady Miasta Krakowa z 1938 został członkiem komitetu Polskiego Bloku Katolickiego. 
Zajmował się szczególnie dziejami literatury polskiej Staropolski, Odrodzenia, romantyzmu i pozytywizmu. Zajmował się m.in. życiem i twórczością Szymona Starowolskiego m. in Działalność naukowa Szymona Starowolskiego – 1958; badał motywy franciszkańskie w literaturze polskiej od czasów Piotra Skargi do XX wieku. Analizując Pana Tadeusza zwrócił uwagę na klasyczno-oświeceniowe elementy opisów przyrody. Odnalazł i opublikował nieznany utwór Adolfa Dygasińskiego Ostatnia wyprawa Albertusa (1925); przygotował do wydania także inne utwory Dygasińskiego – Zając (1947) i Gody życia (1948) oraz Wybór poezji Władysława Syrokomli. Był autorem szkiców biograficznych wybitnych pedagogów krakowskich przełomu XIX i XX wieku i wieloletnim współpracownikiem Polskiego Słownika Biograficznego; opracował ponadto kilka podręczników do języka polskiego dla szkół gimnazjalnych,  Tom wspomnieniowy Z odległości lat wydany pośmiertnie (red. Kasper Świerzowski) (1979).
Był członkiem korespondentem Towarzystwa Naukowego Warszawskiego. Przez wiele lat był prezesem oddziału krakowskiego Towarzystwa Literackiego im. Adama Mickiewicza i został członkiem honorowy tego zrzeszenia. Był członkiem Komisji Historyczno-Literackiej Polskiej Akademii Umiejętności.

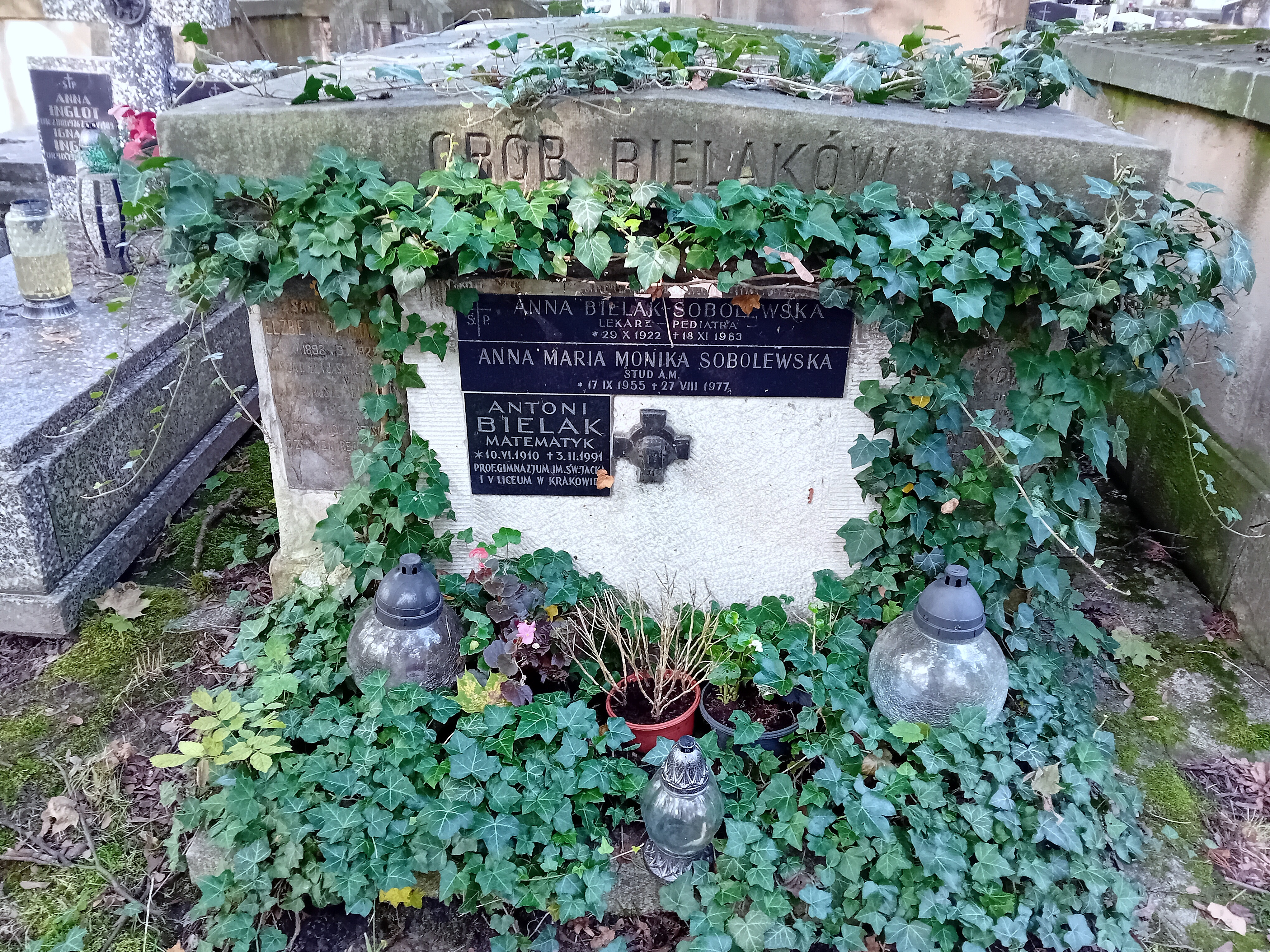
Grobowiec Bielaków

Zamieszkiwał przy Placu Wszystkich Świętych 7 w Krakowie. Miał córkę Annę Bielak-Sobolewską. Na prośbę dr. Jana Zygmunta Robla ukrywał od 1945 r. jeden z egzemplarzy tzw. „archiwum Robla”, dokumentacji badań obiektów z mogił w Katyniu przywiezionych przez delegację Czerwonego Krzyża do Instytutu Badań Sądowych w Krakowie. Po 1991 roku potomkowie Bielaka przekazali kopię "archiwum Robla" do Archiwum Nauki PAN i PAU w Krakowie. 
Zmarł po długiej chorobie 17 stycznia 1973 w Krakowie. 20 stycznia 1973 po mszy św. w bazylice oo. franciszkanów został pochowany w grobowcu rodzinnym na cmentarzu Rakowickim w Krakowie (kwatera 46, rząd wschodni).
W 1991 ustanowiono w Krakowie ulicę Franciszka Bielaka.

## Odznaczenia
- Złoty Krzyż Zasługi (11 listopada 1937)[22]
- Srebrny Wawrzyn Akademicki (7 listopada 1936)[23]
- Krzyż Komandorski Orderu św. Sylwestra (1965)